# Thiago Gosling
Thiago Pimentel Gosling (Belo Horizonte, 25 aprile 1979) è un ex calciatore brasiliano, di ruolo difensore.

## Carriera
Cresciuto nell'Atlético Mineiro, intramezzata da un'esperienza all'Uberlândia, passa nel 2000 all'América-MG di Belo Horizonte. Con i Mecão vince un campionato del Minas Gerais.
Nel 2002 passa al Cruzeiro, club con cui vince consecutivamente altri due campionati del Minas Gerais, una Copa Sul-Minas nel 2002 e la Coppa del Brasile 2003.
Nel gennaio 2004 si trasferisce in Italia, al Genoa. Con i rossoblu esordisce il 25 gennaio nella sconfitta esterna per 1-0 contro il Treviso. Nella prima stagione ottiene il sedicesimo posto, mentre nella successiva vince il campionato ma il Grifone viene retrocesso a causa del cosiddetto caso Genoa.
Nel 2005 torna in Brasile, per militare nel Fluminense. Lascia i Fluzão nel dicembre 2006, ingaggiato dal Flamengo con cui vince il Campionato Carioca e la Taça Guanabara nel 2007.
Nel 2007 torna al Cruzeiro, con cui vince il suo quarto Campionato Mineiro nel 2008.
Nel 2009 passa al Vitória con cui vince l'edizione di quell'anno del Campionato Baiano.

## Palmarès
- Copa Sul-Minas: 1

Cruzeiro: 2002
- Campionato Mineiro: 4

América: 2001
Cruzeiro: 2002, 2003, 2008
- Coppa del Brasile: 1

Cruzeiro: 2003
- Campionato Carioca: 1

Flamengo: 2007
- Taça Guanabara: 1

Flamengo: 2007
- Campionato Baiano: 1

Vitória: 2009